# Пятимерный многогранник
| 5-симплекс (Гексатерон) | 5-ортоплекс, 211 (Пентакросс) | 5-куб (Пентеракт)              |
| Расширенный 5-симплекс  | Спрямлённый 5-ортоплекс       | 5-полукуб. 121 (Полупентеракт) |

В пятимерной геометрии пятимерный многогранник или 5-многогранник — это многогранник в пространстве размерности 5, ограниченный 4-мерными гранями. При этом каждая 3-мерная многогранная ячейка принадлежит ровно двум 4-мерным граням.

## Определение
5-многогранник — это замкнутая пятимерная фигура с вершинами, рёбрами, гранями, ячейками и 4-гранями. Вершина — это точка, где встречаются пять или больше рёбер. Ребро — это отрезок, принадлежащий четырём или более граням. Грань — это многоугольник, принадлежащий трём или более ячейкам. Ячейка — это (3-мерный) многогранник, а 4-грань — это 4-мерный многогранник. Более того, должны выполняться следующие требования:
1. Каждая ячейка должна соседствовать ровно с двумя 4-мерными гранями.
2. Смежные 4-мерные грани не лежат на той же самой четырёхмерной гиперплоскости.
3. Фигура не является соединением других фигур, удовлетворяющих требованиям.

## Характеристики
Топология любого заданного 5-мерного многогранника определяется его числами Бетти и коэффициентами кручения .
Значение эйлеровой характеристики, используемой для характеристики многогранников, не обобщается должным образом на высшие размерности, какова бы ни была нижележащая топология. Это несоответствие эйлеровой характеристики для достоверного различения разных топологий в высоких размерностях ведёт к появлению более утончённых чисел Бетти.
Подобным образом понятие ориентируемости многогранника недостаточно для характеристики закручивания поверхностей тороидальных многогранников, что приводит к использованию коэффициентов кручения.

## Классификация
5-мерные многогранники можно классифицировать по свойствам, таким как "выпуклость" и "симметрия".
- 5-мерный многогранник является выпуклым, если его границы (включая ячейки, (3-мерные) грани и рёбра) не пересекают себя (в принципе, грани многогранника могут проходить внутри оболочки), и отрезки, соединяющие любые две точки пятимерного многогранника, содержатся полностью внутри него. В противном случае многогранник считается невыпуклым.  Самопересекающиеся пятимерные многогранники известны также как звёздчатые многогранники по аналогии с похожими на звёзды формами невыпуклых многогранников Кеплера — Пуансо.
- однородные пятимерные многогранники имеют группу симметрии, для которой все вершины эквивалентны, а 4-мерные грани являются однородными 4-мерными многогранниками[англ.].  4-мерные грани однородного многогранника должны быть правильными. Полный набор однородных пятимерных многогранников не установлен.

- полуправильный пятимерный многогранник содержит два или более типа правильных 4-мерных граней. Существует только одна такая фигура, имеющая название полупентеракт.
- У правильного пятимерного многогранника все 4-мерные грани идентичны. Все правильные 5-мерные многогранники выпуклы.

- призматический 5-мерный многогранник является прямым произведением многогранников меньшей размерности.  Призматический 5-мерный многогранник является однородным, если его сомножители в прямом произведении однородны. Гиперкуб является призматическим (произведение квадрата и куба), но рассматривается отдельно, поскольку он имеет более высокую симметрию, чем симметрии, унаследованные от сомножителей.
- 4-мерная мозаика — это разложение четырёхмерного евклидового пространства на правильную решётку многогранников. Строго говоря, мозаики не являются многогранниками, так как ничего не ограничивают, но мы включаем их здесь для полноты картины, поскольку они во многом подобны многогранникам. Однородная 4-мерная мозаика — это мозаика, вершины которой образуют кристаллографическую группу и грани которой являются однородными 4-мерными многогранниками.

## Правильные 5-мерные многогранники
Правильные 5-мерные многогранники можно представить символом Шлефли {p,q,r,s}.
Существует ровно три таких выпуклых правильных пятимерных многогранника:
1. {3,3,3,3} — Гексатерон (5-мерный симплекс)
2. {4,3,3,3} — Пентеракт (5-мерный куб)
3. {3,3,3,4} — Пятимерный ортоплекс[англ.]

Для 3 выпуклых правильных 5-мерных многогранников и одного полуправильного элементами являются:
| Название    | Символ(ы) Шлефли     | Диаграмма(ы) Коксетера                                                                             | Вершин | Рёбер | Граней | Ячеек | 4-мерных граней | Симметрия (порядок) |
| ----------- | -------------------- | -------------------------------------------------------------------------------------------------- | ------ | ----- | ------ | ----- | --------------- | ------------------- |
| Гексатерон  | {3,3,3,3}            | node_1 · 3 · node · 3 · node · 3 · node · 3 · node                                                 | 6      | 15    | 20     | 15    | 6               | A5, (120)           |
| Пентеракт   | {4,3,3,3}            | node_1 · 4 · node · 3 · node · 3 · node · 3 · node                                                 | 32     | 80    | 80     | 40    | 10              | BC5, (3820)         |
| 5-ортоплекс | {3,3,3,4} {3,3,31,1} | node_1 · 3 · node · 3 · node · 3 · node · 4 · node · node_1 · 3 · node · 3 · node · split1 · nodes | 10     | 40    | 80     | 80    | 32              | BC5, (3840) 2×D5    |

## Однородные 5-мерные многогранники
Для трёх полуправильных 5-мерных многогранников элементами являются:
| Название                | Символ(ы) Шлефли         | Диаграмма(ы) Коксетера                                                                                | Вершины | Рёбра | Грани | Ячейки | 4-грани | Симметрия (порядок) |
| ----------------------- | ------------------------ | --- | ------- | ----- | ----- | ------ | ------- | ------------------- |
| Расширенный 5-симплекс  | t0,4{3,3,3,3}            | node_1 · 3 · node · 3 · node · 3 · node · 3 · node_1                                                  | 30      | 120   | 210   | 180    | 162     | 2×A5, (240)         |
| 5-полукуб               | {3,32,1} h{4,3,3,3}      | nodes_10ru · split2 · node · 3 · node · 3 · node · node_h · 4 · node · 3 · node · 3 · node · 3 · node | 16      | 80    | 160   | 120    | 26      | D5, (1920) ½BC5     |
| Спрямлённый 5-ортоплекс | t1{3,3,3,4} t1{3,3,31,1} | node · 3 · node_1 · 3 · node · 3 · node · 4 · node · node · 3 · node_1 · 3 · node · split1 · nodes    | 40      | 240   | 400   | 240    | 42      | BC5, (3840) 2×D5    |

Расширенный 5-мерный симплекс является вершинной фигурой однородных  пятимерных симплексных сот, . Вершинной фигурой пятимерных сотов полукубов, , является спрямлённый 5-ортоплекс,  а гранями являются 5-ортоплексы и 5-полукубы.

## Пирамиды
Пирамидальные пятимерные многогранники (5-пирамиды) можно образовать с помощью 4-мерного многогранного основания в 4-мерном гиперпространстве, соединённого с точкой, не лежащей на гиперплоскости. 5-мерный симплекс является простейшим примером с 4-мерным симплексном в основании.